# Kalidou Koulibaly
Pour les articles homonymes, voir Koulibaly.
Kalidou Koulibaly, né le 20 juin 1991 à Saint-Dié-des-Vosges (Vosges), est un footballeur international sénégalais qui évolue au poste de défenseur central au Al-Hilal FC.
Kalidou Koulibaly est très souvent considéré comme l'un des meilleurs défenseurs au monde, en 2014, il gagne la Supercoupe d'Italie dès sa première saison au SSC Napoli et remporte la Coupe d'Italie en 2020. Il est finaliste de la Coupe d'Afrique des nations 2019 avec le Sénégal, puis il atteint de nouveau la finale en 2021 contre l'Égypte, qu’il remporte cette fois-ci.

## Biographie
Kalidou Koulibaly est né le 20 juin 1991 à Saint-Dié-des-Vosges de parents sénégalais d’ethnie peul originaires de Ngano dans la région de Matam .
Il grandit à la cité Kellermann, quartier de la petite ville de Saint-Dié-des-Vosges.

### En club

#### FC Metz (2009-2010)
Il débute au sein du SRD Saint-Dié, il intègre en 2004 le centre de formation du FC Metz mais jugé trop juste il repart pour le club de ses débuts. Il poursuit son apprentissage du football puis joue deux saisons en CFA 2 avec eux avant de séduire les Grenats et de rejoindre à nouveau le FC Metz en juillet 2009 où il finalisera sa formation.
La saison suivante, il atteint avec les jeunes messins la finale de la Coupe Gambardella face au FC Sochaux avec notamment comme adversaire Cédric Bakambu qu'il côtoiera par la suite en équipe de France des moins de 20 ans. Metz remporte cette finale aux tirs au but, c'est le premier trophée de la carrière de Koulibaly. Il remporte également cette saison le championnat de CFA 2 avec l'équipe B du FC Metz.
Il intègre la saison suivante le groupe professionnel de Metz sous la houlette du nouvel entraîneur Dominique Bijotat. Le 20 août 2010, il fait sa première apparition en Ligue 2 lors de la quatrième journée en entrant face à Vannes à la 69e minute (victoire 1-0 du FC Metz). Le 15 avril 2011, il marque le premier but de sa carrière professionnelle face à Clermont à l'occasion de la 31e journée de Ligue 2. Il signe son premier contrat professionnel trois jours plus tard, le 18 avril 2011, au sein du club lorrain pour une durée de trois ans. Il aura disputé pour sa première saison parmi les professionnels 19 matchs de Ligue 2 et 2 matchs de Coupe de France.

#### KRC Genk (2012-2014)
En juin 2012, le FC Metz est relégué en National, ce qui pousse le défenseur à chercher un nouveau club. C'est le club belge du KRC Genk qui obtient le transfert. Koulibaly y retrouve Steven Joseph-Monrose son coéquipier en équipe de France des moins de 20 ans. Le défenseur a signé un contrat d'une durée de quatre ans, le montant du transfert avoisine le million et demi d'euros.
Il joue son premier match sous ses nouvelles couleurs en découvrant la coupe d'Europe, lors d'une rencontre de Ligue Europa face au FC Lucerne le 23 août 2012. Il entre en jeu ce jour-là à la place de Julien Gorius et son équipe s'incline par deux buts à un. Il fait ses débuts en championnat trois jours plus tard, en fêtant par la même occasion sa première titularisation avec Genk, contre le SV Zulte Waregem. Son équipe l'emporte par deux buts à zéro ce jour-là. Le 23 décembre 2012, Koulibaly inscrit son premier but pour Genk, lors d'un match de championnat face au RSC Anderlecht. Il est titularisé et égalise alors que son équipe est menée d'un but, mais Genk fini par s'incliner par quatre buts à deux.

#### SSC Naples (2014-2022)
Le 19 mai 2014, il signe au Napoli pour 8 millions d'euros.
Il s'impose rapidement en tant que titulaire dans la charnière centrale napolitaine grâce notamment à ses qualités défensives exceptionnelles mais également à sa polyvalence sur le terrain puisqu'il est capable de faire de l'apport offensif en jouant relativement haut sur le terrain. Le talent et le grand professionnalisme de Koulibaly font de lui un joueur extrêmement apprécié et respecté par beaucoup de supporters (et pas seulement ceux du SSC Naples). Il est désormais considéré comme un des meilleurs défenseurs centraux du monde et malgré une prolongation de contrat jusqu'en juin 2023 avec Naples, il est régulièrement courtisé par les plus grands clubs européens.
Le 26 décembre 2018, il est l'objet de cris racistes lors d'une rencontre du championnat italien face à l'Inter de Milan (défaite 1-0) au Stade Giuseppe Meazza. Il se fera expulser en fin de match pour avoir applaudi l'arbitre après avoir reçu un premier carton jaune pour une faute. Ces faits donnent lieu à une polémique importante sur le comportement des supporters en Italie.
Le 17 juin 2020, il remporte l'édition 2020 de la Coupe d'Italie, titularisé face à la Juventus, contre qui son équipe s'impose aux tirs au but.

#### Chelsea FC (2022-2023)
Le 16 juillet 2022, il est transféré au Chelsea FC pour 38 millions d'euros. Il signe un contrat de quatre ans avec une option pour une année supplémentaire.
Il joue son premier match officiel avec Chelsea à l’occasion de la première journée de Premier League. Le défenseur sénégalais était titulaire lors de la victoire face à Everton FC (0-1). Koulibaly marque son premier but pour Chelsea dès la journée suivante, le 14 août 2022 contre Tottenham Hotspur. Il ouvre le score et les deux équipes se neutralisent (2-2 score final).

#### Al-Hilal (depuis 2023)
Il est transféré au Al-Hilal FC le 25 juin 2023 pour un montant estimé à 24 millions d'euros. Il signe un contrat jusqu'en 2026 avec le club saoudien.
Koulibaly inscrit son premier but pour Al-Hilal le 29 septembre 2023, lors d'une rencontre de championnat face au Al-Shabab FC. Titulaire, il ouvre le score sur un service de Neymar et participe à la victoire de son équipe par deux buts à zéro. Il est de nouveau buteur contre Al-Raed SFC le 18 février 2024 en championnat, contribuant à la victoire de son équipe (3-1 score final).

### En sélection

#### France
À la suite de sa première saison prometteuse en professionnel, il est appelé à la fois pour disputer les éliminatoires des Jeux olympiques 2012 avec le Sénégal par Abdoulaye Sarr et par Erick Mombaerts pour jouer avec l'équipe de France des moins de 20 ans lors du Tournoi de Toulon 2011. Il opte finalement pour les bleuets et le tournoi de Toulon, au cours duquel la France atteindra la finale, où il disputera 3 des 5 rencontres de la France en tant que titulaire dont la finale.
C'est au cours de ce tournoi que le sélectionneur des moins de 20 ans Francis Smerecki le voit jouer et le préconvoque pour la coupe du monde des moins de 20 ans 2011 qui se déroulera en Colombie. Il est par la suite appelé afin d'intégrer le groupe à la suite de la blessure du Brestois Johan Martial. Alors qu'il était appelé en tant que solution de remplacement, Koulibaly abordera finalement cette compétition en tant que titulaire de l'arrière-garde bleuette et jouera 6 des 7 matchs de l'équipe de France ratant un match pour cause de suspension. La France terminera quatrième de ces mondiaux, une première dans l'histoire du football français. Les générations 1977 (de Thierry Henry, David Trezeguet et Nicolas Anelka) et 1981 (de Djibril Cissé, Alou Diarra et Philippe Mexès, surclassé) avaient dû se contenter elles des quarts de finale.

#### Sénégal
Mais Koulibaly choisira finalement le Sénégal. Le 20 août 2015, il répond à la convocation du sélectionneur Aliou Cissé pour le match contre la Namibie comptant pour les éliminatoires de la CAN 2017. Il fait ses grands débuts sous le maillot des Lions de la Teranga le 5 septembre, débutant la rencontre comme titulaire. Son équipe s'impose par deux buts à zéro ce jour-là. Lors du match amical suivant contre l'Afrique du Sud, il rentre à la place de Kara Mbodj. Il participe à sa première compétition internationale lors de la Coupe d'Afrique des nations 2017.
Il est rappelé pour le match amical face à l'Algérie le 13 octobre 2015 puis pour la confrontation avec Madagascar comptant pour les éliminatoires du Mondial 2018.
Il participe avec le Sénégal à la Coupe du monde 2018. Le Sénégal est éliminé dès le premier tour alors qu'ils sont à égalité de points avec le Japon. Les deux équipes ont été départagées au fair-play. Kalidou Koulibaly est titulaire lors des trois matchs de la phase de groupe de son équipe. Il atteint la finale de la Coupe d'Afrique des nations 2019, perdue face à l'Algérie. Il était suspendu pour ce match.
En tant que capitaine, il remporte avec la sélection sénégalaise la Coupe d'Afrique des nations 2021 au Cameroun. Le 11 novembre 2022, il est sélectionné par Aliou Cissé pour participer à la Coupe du monde 2022.
Le 29 décembre 2023, il est retenu dans la liste des vingt-sept joueurs sénégalais sélectionnés par Aliou Cissé pour disputer la Coupe d'Afrique des nations 2023.

## Statistiques
| Saison                | Club                  | Championnat           | Championnat | Championnat | Coupe(s) nationale(s) | Coupe(s) nationale(s) | Supercoupe | Supercoupe | Compétition(s) continentale(s) | Compétition(s) continentale(s) | Compétition(s) continentale(s) | Coupe du monde des clubs | Coupe du monde des clubs | Sénégal | Sénégal | Total | Total |
| Saison                | Club                  | Division              | M.          | B.          | M.                    | B.                    | M.         | B.         | Comp.                          | M.                             | B.                             | M.                       | B.                       | M.      | B.      | M.    | B.    |
| 2010-2011             | FC Metz               | Ligue 2               | 19          | 1           | -                     | -                     | -          | -          | -                              | -                              | -                              | -                        | -                        | -       | -       | 19    | 1     |
| 2011-2012             | FC Metz               | Ligue 2               | 22          | 0           | 1                     | 0                     | -          | -          | -                              | -                              | -                              | -                        | -                        | -       | -       | 23    | 0     |
| Sous-total            | Sous-total            | Sous-total            | 41          | 1           | 1                     | 0                     | 0          | 0          | -                              | 0                              | 0                              | -                        | -                        | 0       | 0       | 42    | 1     |
| 2012-2013             | KRC Genk              | Jupiler Pro League    | 31          | 1           | 6                     | 0                     | -          | -          | C3                             | 9                              | 0                              | -                        | -                        | -       | -       | 46    | 1     |
| 2013-2014             | KRC Genk              | Jupiler Pro League    | 33          | 2           | 3                     | 0                     | 1          | 0          | C3                             | 9                              | 0                              | -                        | -                        | -       | -       | 46    | 2     |
| Sous-total            | Sous-total            | Sous-total            | 64          | 3           | 9                     | 0                     | 1          | 0          | -                              | 18                             | 0                              | -                        | -                        | 0       | 0       | 92    | 3     |
| 2014-2015             | SSC Naples            | Serie A               | 27          | 1           | 2                     | 0                     | 1          | 0          | C1+C3                          | 2+7                            | 0+0                            | -                        | -                        | -       | -       | 39    | 1     |
| 2015-2016             | SSC Naples            | Serie A               | 33          | 0           | 2                     | 0                     | -          | -          | C3                             | 7                              | 0                              | -                        | -                        | 8       | 0       | 50    | 0     |
| 2016-2017             | SSC Naples            | Serie A               | 28          | 2           | 2                     | 0                     | -          | -          | C1                             | 8                              | 0                              | -                        | -                        | 8       | 0       | 46    | 2     |
| 2017-2018             | SSC Naples            | Serie A               | 35          | 5           | 2                     | 0                     | -          | -          | C1+C3                          | 7+1                            | 0+0                            | -                        | -                        | 10      | 0       | 55    | 5     |
| 2018-2019             | SSC Naples            | Serie A               | 35          | 2           | 2                     | 0                     | -          | -          | C1+C3                          | 6+5                            | 0+0                            | -                        | -                        | 10      | 0       | 58    | 2     |
| 2019-2020             | SSC Naples            | Serie A               | 25          | 0           | 2                     | 0                     | -          | -          | C1                             | 7                              | 0                              | -                        | -                        | 7       | 0       | 41    | 0     |
| 2020-2021             | SSC Naples            | Serie A               | 26          | 0           | 3                     | 1                     | 1          | 0          | C3                             | 7                              | 0                              | -                        | -                        | 5       | 0       | 42    | 1     |
| 2021-2022             | SSC Naples            | Serie A               | 26          | 3           | 0                     | 0                     | -          | -          | C3                             | 7                              | 0                              | -                        | -                        | 14      | 0       | 47    | 3     |
| Sous-total            | Sous-total            | Sous-total            | 235         | 13          | 15                    | 1                     | 2          | 0          | -                              | 64                             | 0                              | -                        | -                        | 62      | 0       | 378   | 14    |
| 2022-2023             | Chelsea FC            | Premier League        | 23          | 2           | 2                     | 0                     | -          | -          | C1                             | 7                              | 0                              | -                        | -                        | 9       | 1       | 41    | 3     |
| Sous-total            | Sous-total            | Sous-total            | 23          | 2           | 2                     | 0                     | 0          | 0          | -                              | 7                              | 0                              | -                        | -                        | 9       | 1       | 41    | 3     |
| 2023-2024             | Al-Hilal              | Saudi Pro League      | 30          | 2           | 5                     | 0                     | 2          | 0          | C1+CAC                         | 8+3                            | 0                              | -                        | -                        | 12      | 0       | 60    | 2     |
| 2024-2025             | Al-Hilal              | Saudi Pro League      | 30          | 2           | 2                     | 0                     | 1          | 0          | C1                             | 12                             | 0                              | 5                        | 1                        | 9       | 1       | 59    | 4     |
| Sous-total            | Sous-total            | Sous-total            | 60          | 4           | 7                     | 0                     | 3          | 0          | -                              | 23                             | 0                              | 5                        | 1                        | 20      | 1       | 118   | 6     |
| Total sur la carrière | Total sur la carrière | Total sur la carrière | 423         | 23          | 34                    | 1                     | 6          | 0          | -                              | 112                            | 0                              | 5                        | 1                        | 92      | 2       | 672   | 27    |

## Palmarès

### En club
- FC Metz  rés.
  - Vainqueur de la Coupe Gambardella en 2010
  - Champion de CFA 2 en 2010

- KRC Genk
  - Vainqueur de la Coupe de Belgique en 2013

- SSC Naples
  - Vice-champion d'Italie en 2016, 2018 et 2019
  - Vainqueur de la Coupe d'Italie en 2020
  - Vainqueur de la Supercoupe d'Italie en 2014

- Al-Hilal FC
  - Vainqueur de la Supercoupe d'Arabie Saoudite en 2023 et 2024
  - Vainqueur du Championnat d'Arabie saoudite en 2024
  - Vainqueur de la Coupe du Roi des Champions en 2024
  - Finaliste de la Coupe arabe des clubs champions en 2023

### En équipe nationale
- France -20 ans
  - Finaliste du Tournoi de Toulon en 2011
  - Quatrième de la Coupe du monde des moins de 20 ans en 2011

- Sénégal
  - Coupe d'Afrique des nations (1) 
    - Vainqueur en 2022.
    - Finaliste en 2019.

### Individuel
- Élu meilleur défenseur de Serie A en 2017, 2018 et 2019
- Membre de l'équipe-type de la Coupe d'Afrique des nations en 2019
- Membre de l'équipe-type de Serie A en 2017, 2018 et 2019
- Élu 24e au Ballon d'or 2019
- «IFFHS» CAF Équipe type d'Afrique de la décennie 2011-2020 [33]
- Meilleur Défenseur Coupe d'Afrique des Nations Cameroun 2021
- Joueur du mois de septembre 2021 en Serie A

#### Activités extra-sportives
Depuis le 6 mai 2024, il est le nouveau propriétaire du CS Sedan Ardennes, fraîchement monté en Régional 2 après avoir déposé le bilan une année auparavant,.